# Gonophora angulipennis
Gonophora angulipennis es una especie de insecto coleóptero de la familia Chrysomelidae. Fue descrita en 1913 por Gestro.